# Eszterházy-kőfülke
Az Eszterházy-kőfülke a Duna–Ipoly Nemzeti Parkban lévő Gerecse hegységben, Tatabánya külterületén található egyik barlang. Régészeti szempontból jelentős. Népszerű kirándulóhely a forgalmas turistaút mellett nyíló kőfülke.

## Leírás
Tatabánya külterületén, Bánhidán, a Kő-hegy meredek és sziklás nyugati oldalán, a Szelim-lyuk DNy-i bejáratától D–DK-re, kb. 15 m-re helyezkedik el. A Szelim-lyukkal azonos magasságban, kb. 290 m tengerszint feletti magasságban található bejárata. A Szelim-lyukhoz vezető, a Tatabánya vasútállomástól Vértestolnára vezető piros sáv turistajelzésből leágazó forgalmas turistaösvény mellett, a turistaösvény széles sziklapárkányán nyílik. Ny-ra néző, tág, 8 m széles és 2,5 m magas, vízszintes tengelyirányú bejárata sziklafal tövében van.
A terület egyik legrégebben ismert és kutatott barlangja. Felső triász vastagpados dachsteini mészkőben keletkezett. A kis barlang engedély nélkül, utcai ruhában és világítóeszköz nélkül látogatható.
1976-ban volt először Eszterházy-kőfülke néven említve a barlang az irodalmában. Előfordul a barlang az irodalmában Bánhidai-kőfülke (Bertalan, Schőnviszky 1976), Esterházy-kőfülke (Mottl 1935), Esterházy kőfülke (Vigh 1937), Esterházy-sziklaüreg (Kadić 1952), Eszterházi barlang (T. Dobosi 1997), Eszterházi kőfülke (T. Dobosi 1997), Eszterházy kőfülke (Gaál 1934) és Eszterházy-sziklaüreg (Székely 1994) neveken is.

## Kutatástörténet
A Földgömb 1934. évi 9. számában az olvasható, hogy a Szelim-lyuk körül, annak közelében kisebb-nagyobb föld alatti üregek vannak. A Szelim-lyukhoz legközelebbi kis barlang csak kőfülke, amely a Szelim-lyuk tőszomszédjában, attól kb. 40–50 lépésre van. A Szelim-lyukat látogató összes személy biztos észreveszi. Mivel közel van a Szelim-lyukhoz és alkalmas a fekvése, ezért a Szelim-lyuk ásatásával együtt ezt az üreget is elkezdték kutatni Gaál Istvánék. Tulajdonosa miatt Eszterházy kőfülke a neve.
Az alig 10 m hosszú és 7 m széles kőfülke valószínűleg csak előcsarnoka egy nagyobb, de mélyebben lévő barlangnak. Ugyanis nincs megfelelő arányban a kőfülke méreteivel mennyezetének kialakultsága. D-i fala mentén látható 4,5 m-es, belehullott sziklákkal és barlangi lösszel eltömött rés valószínűsíti a D–DK felé tartó folytatást. K-i végén van egy 1,5 m hosszú, keskeny folyosó, amelynek záró kőzete szintén nem mészkő. Mivel a jelzett irányokban a továbbjutás robbantást és nagyobb munkát igényelt, ezért először csak a könnyen hozzáférhető, 63 m² terület kiásására vállalkoztak.
Az alig arasznyi jelenkori törmelék alatt, mint várható volt, itt is a felső diluvium barlangi löszét találták. De a sziklás barlangfenékre települt ez az átlag 1,5 m vastag képződmény. A kőfülkében barlangi lösszel indul és zárul a diluviális rétegsor. Az előkerült és nagyon szép egyetlen pattintott kőszerszám, egy kettős vakaró, nem olyan jellegzetes darab, amely lehetővé tenné a kultúrszint megállapítását. A napfényre került állatmaradványok (barlangi medve, róka és ló) szintén nem nagyon tájékoztatók. Annyit lehet tudni, hogy a kőfülke lakott volt a diluvium végén. A publikációban látható Tóth Lajos fényképe, amelyen az Eszterházy-kőfülke bejárata figyelhető meg.
A Magyar Barlangkutató Társulat 1934. november 27-én tartott választmányi ülésén Gaál István javasolta, hogy a Szelim-lyuk melletti kis üregnek Esterházy-kőfülke legyen a neve. A választmány a javaslathoz hozzájárult. Az 1935-ben publikált, Kokas János által írt kiadvány szerint a Szelim-lyuk körül van néhány barlang, amelyek különböző méretűek. A Szelim-lyukhoz legközelebb a Szelim-lyuk tőszomszédságában található, 10×7 m-es Esterházy-kőfülke helyezkedik el. Ez a kőfülke jellegű üreg egy nagyobb és mélyebben húzódó barlang előcsarnoka. Barlangi lösz egyetlen diluviális rétegsora, melyből egy szép pattintott kőszerszám került elő. A kiadványban látható egy fekete-fehér fénykép, amelyen az Eszterházy-kőfülke bejárata figyelhető meg.
A Turisták Lapja 1937. évi évfolyamában megjelent, Vigh Gyula által írt tanulmányban az van írva, hogy Gaál István az 1934-ben kiadott tanulmányában üregek egész sorát említette a Szelim-lyuk körül. Az Esterházy kőfülke a Szelim-lyuktól 40–50 lépésre van. 7 m széles és 1 m hosszú kőfülke. Egy nagyobb barlang látszólagos előcsarnoka. Valószínű folytatását jelzi a K-i végében lévő, 1,5 m hosszú kitöltött repedés. Gaál István egy pattintott kőeszközt és jégkori emlősmaradványokat ásott ki innen. Az 1939-ben kiadott és Polgárdy Géza által írt, Vértes hegység kalauza című kiadványban szó van arról, hogy a kék barlang jelzésű, hegyoldalban haladó, sziklás, helyenként szép kilátást nyújtó turistaúton érhető el az Esterházy kőfülke. Az 1 m hosszú és 7 m széles kőfülke olyan, mintha egy nagyobb barlang előcsarnoka lenne. Feltárásakor egy pattintott kőeszköz és jégkorszaki emlősmaradványok kerültek elő belőle. A kőfülkétől 40–50 lépésre helyezkedik el a Szelim-lyuk.
Az 1940-ben napvilágot látott, Gerecse és Gete hegység kalauza című útikalauz 64. oldalán meg van ismételve az 1939-es kiadvány 85. oldalán lévő Eszterházy-kőfülke ismertetés. Az 1940. évi kiadvány 12. oldala szerint a Gerecse hegység vázát alkotó dachsteini mészkőben barlangok keletkeztek. A mészkőhegységekben a barlangok keletkezése rendkívül gyakori jelenség, mert a mészkő többnyire nagyon repedezett kőzet. A hasadékokon át a kőzetbe beszivárog a víz és ott oldja a mészkő anyagát, tágítja, nagyobbítja a hasadékot, míg végül barlang jön létre. A Gerecse hegység barlangjai hasonló módon alakultak ki.
Az 1959-ben kiadott Gerecse útikalauz szerint a Szelim-lyuktól É-ra 40–50 lépésre található egy 7 m mély és 1 m széles kőfülke. Az 1976-ban befejezett és Bertalan Károly által írt Magyarország barlangleltára kéziratban az olvasható, hogy az Esterházy kőfülke másik neve Esterházy-sziklaüreg. A Gerecse hegységben, Tatabányán, a Szelim-lyuktól D-re 40–50 m-re, sziklafal tövében nyílik. A 10 m hosszú és 7 m széles barlang alapterülete 63 m². Nagyobb, mélyebben lévő barlang előcsarnoka. Valószínűleg folytatódik. Az ismertetés 2 irodalmi mű alapján íródott. A Bertalan Károly és Schőnviszky László által összeállított, 1976-ban megjelent Magyar barlangtani bibliográfia barlangnévmutatójában meg van említve a Gerecse hegységben lévő, tatabányai barlang Eszterházy-kőfülke néven, Bánhidai-kőfülke névváltozattal. A barlangnévmutatóban fel van sorolva 6 irodalmi mű, amelyek foglalkoznak a barlanggal.
A Kőbányai Barlangkutató és Hegymászó Szakosztály 1979. évi jelentése szerint az Esterházy-kőfülke a Szelim-lyuktól D-re, majdnem azonos szinten, a Szelim-lyuk legdélibb bejáratától 20 m-re van. K felé mélyül a hegybe. 1934-ben Esterházy Ferenc grófról lett elnevezve, aki segítette a Szelim-lyuk ásatását. Bejáratának szélessége 4,2 m. A bejárat vonalától tölcsérszerűen szűkül. A 8. m-nél 1,2 m széles. A 8,5. m-től agyagos szűkület vezet felfelé. Egy m-rel magasabban 1,2 m széles, 1,3 m hosszú, 2,1 m magas, kupola alakú, agyaggal feltöltött üreg figyelhető meg. D-i és K-i szélein Gaál István továbbjutási lehetőséget látott, de ez nem reális. Hőmérséklete 1978. szeptember 24-én a déli órákban a bejárat előtt 18 °C, a legtávolabbi ponton 11,6 °C. Élővilága nem ismert. 12 irodalmi mű foglalkozik a barlanggal.

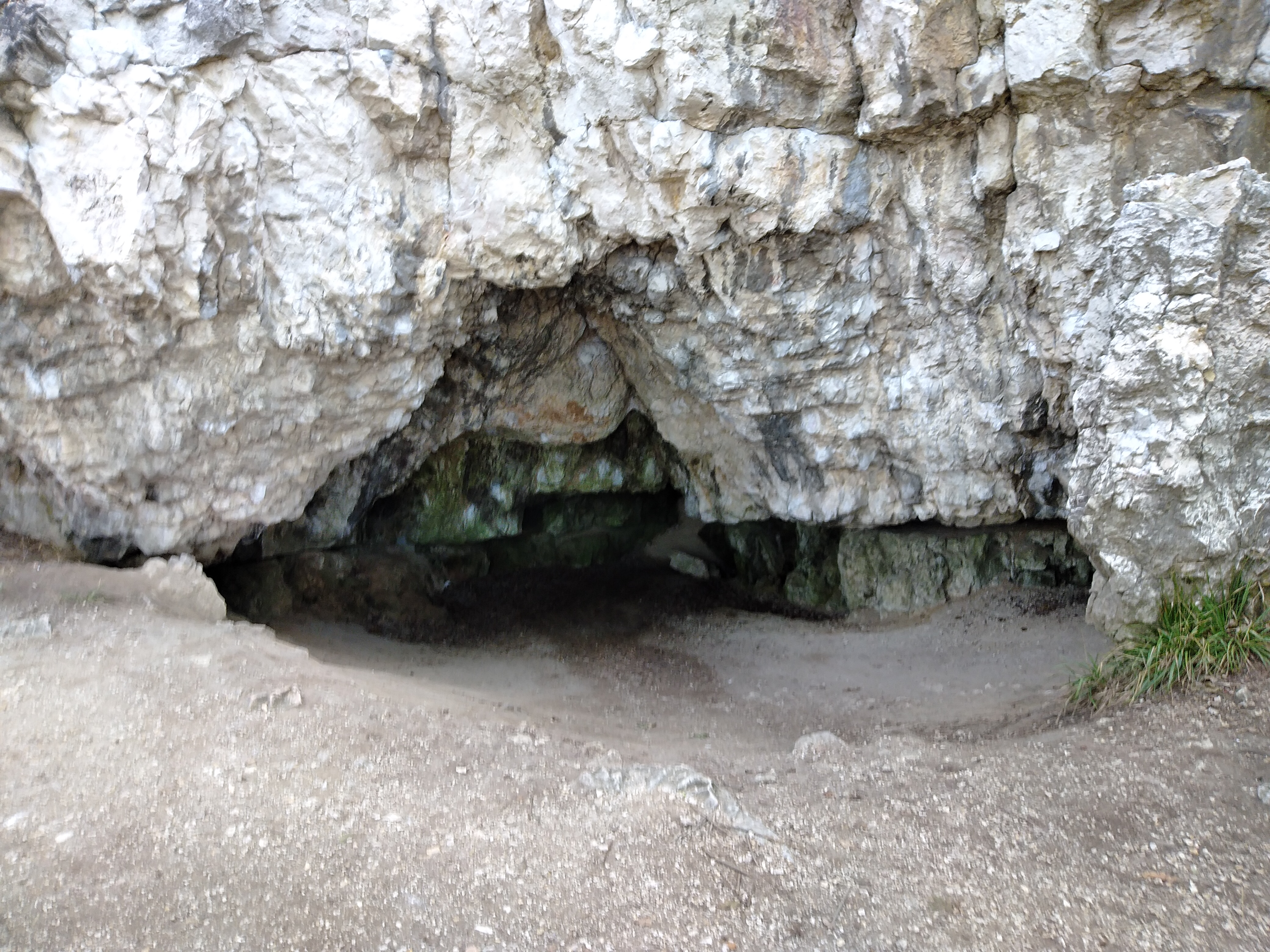
Az Eszterházy-kőfülke

Az 1980. évi MKBT Beszámolóban publikálva lett egy térkép, amelyen a Gerecse hegységben található 4630-as barlangkataszteri egység egy része van bemutatva. A Lendvay Ákos által 1981-ben készült térképen látható a 9-es számmal jelölt Eszterházy-kőfülke földrajzi elhelyezkedése.
Az 1981. évi Karszt és Barlang 1–2. félévi számában nyilvánosságra lett hozva, hogy az Esterházy-kőfülke nevű barlangnak 4630/9. a barlangkataszteri száma. Az 1984-ben kiadott Magyarország barlangjai című könyv országos barlanglistájában szerepel a Gerecse hegység barlangjai között a 4630/9 barlangkataszteri számú barlang Esterházy-kőfülke néven Esterházy-sziklaüreg névváltozattal. A listához kapcsolódóan látható a Dunazug-hegység barlangjainak földrajzi elhelyezkedését bemutató 1:500 000-es méretarányú térképen a barlang földrajzi elhelyezkedése. Az 1986. január 9-i barlangbejáráskor a Vértes László Karszt- és Barlangkutató Csoport megállapította, hogy nincs benne denevér.
1990 tavaszán a Gerecse Barlangkutató Egyesület részletesen átvizsgálta a bejárat feletti sziklafalat. Kopogózott és eltávolította a télen fellazult kőtörmeléket. Háromszor szállítottak el szemetet a barlangból. Az 1990. január 27-i, az 1990. június 12-i és az 1990. szeptember 22-i barlangbejárásokkor az egyesület megállapította, hogy nincs benne denevér. 1992-ben nyolcszor takarították és szállítottak el szemetet a kőfülkéből, amelyben rendszeresen észleltek tüzelési nyomokat. 1994-ben nyolcszor távolítottak el belőle szemetet. Az 1994. január 22-i, az 1994. április 30-i, az 1994. július 10-i és az 1994. november 30-i barlangbejárásokkor az egyesület megállapította, hogy nincs benne denevér.
Az 1994. évi Limesben közölt, Székely Kinga által írt tanulmányban az olvasható, hogy Bél Mátyás Komárom vármegye leírását tartalmazó kéziratában rövid és kiértékelhetetlen utalás van az Eszterházy-kőfülkére. A 4630/9 barlangkataszteri számú Eszterházy-kőfülke további nevei Bánhidai-kőfülke és Eszterházy-sziklaüreg. Bertalan Károly barlangleltárában a 29-es számú cédulán szerepel az üreg. A Barlangtani Intézetben a barlangnak nincs kataszteri törzslapja, de térképe, fényképe, kutatási törzslapja és irodalmi törzslapja van. 1997-ben az egyesület elkészítette a korábban ismert, de nem megfelelően dokumentált barlang alapdokumentációját. A barlang addig nem volt felmérve és leírás sem készült róla. Az 1997. január 25-i és az 1997. június 29-i barlangbejárásokkor az egyesület megállapította, hogy nincs benne denevér.
1997-ben Juhász Márton és Tolnai András felmérték az Eszterházy-kőfülkét, majd Juhász Márton a felmérés alapján megrajzolta a barlang alaprajz térképét és hosszmetszet térképét. Ebben az évben az egyesület nyolcszor távolított el nagy mennyiségű szemetet a barlangból. Tavasszal ellenőrizte a bejárat feletti sziklafalat és eltávolította a télen meglazult köveket. Az egyesület 1997. évi jelentésébe bekerült a barlang részletes leírása és a két térkép, valamint mellékelve lett egy színes fénykép, amelyen a barlang bejárata látható.
A leírás szerint a barlang a mészkő K–Ny irányú törésvonala mentén keletkezett. Még megfigyelhetők falain a gömbüstös oldásformák maradványai, melyek alapján valószínűleg egy egykori forrásbarlang maradványa. A falfelületek képződménymentesek és kissé mállottak, a bejárati részen algás-mohás bevonatúak. A 11 m hosszú barlang kitöltése a kis teremben kőtörmelékes lösz és agyag, a vakkürtő alján kissé kőtörmelékes agyag. Az 1930-as évek ásatásaikor kitöltéséből előkerültek régészeti leletek és őslénytani maradványok.
T. Dobosi Viola 1997-ben kiadott tanulmányában az olvasható, hogy a leltárkönyv adata alapján nagyon szép kovavakaró került elő az Eszterházi kőfülke barlangi medvés rétegéből. A tárgy elveszett. Érdemes tovább kutatni az üreget, amennyiben megbízható ez az adat. Ltsz: 51/935. A tanulmányban van egy táblázat, amelyben az látható, hogy az Eszterházi barlang Tatabányán helyezkedik el. A barlangi lelőhelyről ásatással kerültek elő leletek, amelyek kora bizonytalan. Az őskőkori lelőhely helye jelölve van Komárom-Esztergom megye térképén.
Az 1998. január 18-i, az 1998. július 14-i, az 1998. szeptember 16-i, az 1998. december 5-i, a 2001. február 3-i, a 2001. június 16-i, a 2002. február 9-i, a 2002. április 6-i, a 2002. június 29-i, a 2002. augusztus 3-i, a 2002. október 27-i, a 2002. december 29-i, a 2003. február 23-i, a 2003. május 25-i, a 2004. február 28-i, a 2004. június 5-i, a 2004. október 30-i és a 2004. december 22-i barlangbejárásokkor az egyesület megállapította, hogy nincs benne denevér. 2004 tavaszán a bejárat feletti sziklafalat ellenőrizte és eltávolította a télen meglazult köveket.
A 2006. március 11-i, a 2006. június 4-i, a 2006. szeptember 24-i, a 2006. december 16-i, a 2009. január 24-i, a 2009. március 28-i, a 2009. június 27-i, a 2009. szeptember 26-i, a 2009. december 23-i, a 2010. július 4-i, a 2010. december 19-i, a 2011. június 11-i, a 2011. december 30-i, a 2012. július 1-i, a 2012. december 30-i, a 2013. július 5-i, a 2013. december 23-i, a 2014. június 28-i és a 2014. november 13-i barlangbejárásokkor az egyesület megállapította, hogy nincs benne denevér. 2013. augusztus 12-től a belügyminiszter 43/2013. (VIII. 9.) BM rendelete szerint a Komárom-Esztergom megyei, tatabányai, 4630-9 barlangkataszteri számú és 82647 lelőhely-azonosítójú Eszterházy-kőfülke régészeti szempontból jelentős barlangnak minősül.

## Denevér-megfigyelések
| \| Dátum \| Denevérfaj \| Egyedszám \| \| -------------------- \| ---------- \| --------- \| \| 1986. január 9. \| – \| – \| \| 1990. január 27. \| – \| – \| \| 1990. június 12. \| – \| – \| \| 1990. szeptember 22. \| – \| – \| \| 1994. január 22. \| – \| – \| \| 1994. április 30. \| – \| – \| \| 1994. július 10. \| – \| – \| \| 1994. november 30. \| – \| – \| \| 1997. január 25. \| – \| – \| \| 1997. június 29. \| – \| – \| \| 1998. január 18. \| – \| – \| \| 1998. július 14. \| – \| – \| \| 1998. szeptember 16. \| – \| – \| \| 1998. december 5. \| – \| – \| \| 2001. február 3. \| – \| – \| \| 2001. június 16. \| – \| – \| \| 2002. február 9. \| – \| – \| \| 2002. április 6. \| – \| – \| \| 2002. június 29. \| – \| – \| \| 2002. augusztus 3. \| – \| – \| \| 2002. október 27. \| – \| – \| \| 2002. december 29. \| – \| – \| \| 2003. február 23. \| – \| – \| \| 2003. május 25. \| – \| – \| \| 2004. február 28. \| – \| – \| \| 2004. június 5. \| – \| – \| \| 2004. október 30. \| – \| – \| \| 2004. december 22. \| – \| – \| \| 2006. március 11. \| – \| – \| \| 2006. június 4. \| – \| – \| \| 2006. szeptember 24. \| – \| – \| \| 2006. december 16. \| – \| – \| \| 2009. január 24. \| – \| – \| \| 2009. március 28. \| – \| – \| \| 2009. június 27. \| – \| – \| \| 2009. szeptember 26. \| – \| – \| \| 2009. december 23. \| – \| – \| \| 2010. július 4. \| – \| – \| \| 2010. december 19. \| – \| – \| \| 2011. június 11. \| – \| – \| \| 2011. december 30. \| – \| – \| \| 2012. július 1. \| – \| – \| \| 2012. december 30. \| – \| – \| \| 2013. július 5. \| – \| – \| \| 2013. december 23. \| – \| – \| \| 2014. június 28. \| – \| – \| \| 2014. november 13. \| – \| – \| |            |           |
| Dátum | Denevérfaj | Egyedszám |
| 1986. január 9. | –          | –         |
| 1990. január 27. | –          | –         |
| 1990. június 12. | –          | –         |
| 1990. szeptember 22. | –          | –         |
| 1994. január 22. | –          | –         |
| 1994. április 30. | –          | –         |
| 1994. július 10. | –          | –         |
| 1994. november 30. | –          | –         |
| 1997. január 25. | –          | –         |
| 1997. június 29. | –          | –         |
| 1998. január 18. | –          | –         |
| 1998. július 14. | –          | –         |
| 1998. szeptember 16. | –          | –         |
| 1998. december 5. | –          | –         |
| 2001. február 3. | –          | –         |
| 2001. június 16. | –          | –         |
| 2002. február 9. | –          | –         |
| 2002. április 6. | –          | –         |
| 2002. június 29. | –          | –         |
| 2002. augusztus 3. | –          | –         |
| 2002. október 27. | –          | –         |
| 2002. december 29. | –          | –         |
| 2003. február 23. | –          | –         |
| 2003. május 25. | –          | –         |
| 2004. február 28. | –          | –         |
| 2004. június 5. | –          | –         |
| 2004. október 30. | –          | –         |
| 2004. december 22. | –          | –         |
| 2006. március 11. | –          | –         |
| 2006. június 4. | –          | –         |
| 2006. szeptember 24. | –          | –         |
| 2006. december 16. | –          | –         |
| 2009. január 24. | –          | –         |
| 2009. március 28. | –          | –         |
| 2009. június 27. | –          | –         |
| 2009. szeptember 26. | –          | –         |
| 2009. december 23. | –          | –         |
| 2010. július 4. | –          | –         |
| 2010. december 19. | –          | –         |
| 2011. június 11. | –          | –         |
| 2011. december 30. | –          | –         |
| 2012. július 1. | –          | –         |
| 2012. december 30. | –          | –         |
| 2013. július 5. | –          | –         |
| 2013. december 23. | –          | –         |
| 2014. június 28. | –          | –         |
| 2014. november 13. | –          | –         |

## További irodalom
- Csury Jenő: Bánhida. Kárpáti Hangok, 1938. (3. évf.) 46–50. old.
- Kadić Ottokár: Csonka-Magyarország barlangjainak rövid ismertetése. Kézirat, 1952. 18. old. (A kézirat megtalálható a Magyar Állami Földtani Intézetben.)
- Papp Ferenc: Dunántúl karsztmorfológiája. Kézirat. Budapest, 1961. 71 old. (A kézirat megtalálható a Bibliotheca Speleologica gyűjteményében.)
- –: A Vértes-hegység. Útikalauz. Budapest, 1958. 15. old.